# Coloniatherium
Coloniatherium es un mamífero de la orden Dryolestoida del Cretácico Superior de Argentina. La única especie, Coloniatherium cilinskii, era un miembro importante de la familia Mesungulatidae.

## Taxonomía
Coloniatherium fue nombrado en 2009 por Guillermo Rougier y sus colegas y asignado a la familia Mesungulatidae dentro de Dryolestoidea. Dryolestoidea es un grupo de mamíferos extintos que vivieron en América del Norte, Eurasia y África durante el Jurásico y Cretácico temprano, pero sobrevivió en América del Sur durante el Cretácico tardío y en el Paleoceno. El nombre genérico, Coloniatherium, combina el nombre de la Formación La Colonia, la unidad estratigráfica donde se encontraron los fósiles del animal, y su homónima Sierra de La Colonia con el componente -therion, "bestia" en griego. El nombre específico, cilinskii, honra a Juan Cilinski, un ganadero local que ayudó con el trabajo de campo que condujo al descubrimiento de Coloniatherium.

## Descripción
Coloniatherium se conoce por unos pocos fragmentos de mandíbula, varios dientes aislados y algunos peñascos (huesos del oído). Era un mesungulátido grande. El animal tenía un número desconocido de incisivos (probablemente dos o tres en la mandíbula inferior), un canino, tres premolares y tres molares por cuadrante de la mandíbula. Es más grande que Mesungulatum, tiene molares más anchos y los molares posteriores están más reducidos; los dos también difieren en numerosos detalles de la morfología del diente. El primer molar tiene tres raíces, un rasgo compartido solo con Leonardus de la Formación Los Alamitos aproximadamente contemporánea de Argentina entre la orden Dryolestoida.
El peñasco de Coloniatherium parece ser similar en términos de posición filogenética a Vincelestes, un mamífero argentino del Cretácico temprano, pero también comparte algunos rasgos aparentemente derivados con los terios (es decir, marsupiales, placentarios y parientes). Según las comparaciones con Vincelestes, la longitud del cráneo de Coloniatherium se estimaría en 87,5 milímetros; las comparaciones con los terios sugieren una mayor longitud del cráneo, pero la estimación anterior está más en línea con el tamaño de las mandíbulas.

## Distribución y ecología
Los fósiles de Coloniatherium provienen de la Formación La Colonia, que aflora en el centro-norte de la provincia de Chubut. Los fósiles de mamíferos proceden del valle de Mirasol Chico. La formación incluye depósitos fluviales de aguas profundas y cercanos a la costa, y la fauna de mamíferos probablemente proviene de un estuario, una planicie mareal o una llanura costera. La Formación La Colonia también contiene dryolestoides, como Coloniatherium y Reigitherium, así como los enigmáticos posibles multituberculados Argentodites y Ferugliotherium. Coloniatherium es el mamífero más grande y abundante que se encuentra en la formación.
Los mesungulátidos, incluido Coloniatherium, son un grupo de mamíferos altamente derivado, posiblemente especializado en una dieta omnívora a herbívora, la gran densidad de población de Coloniatherium cilinskii posiblemente indique esto último, ya que se encuentra entre los vertebrados más comunes en su conjunto de fauna. Se encuentran entre los productos más distintivos de la radiación mesozoica única de los mamíferos sudamericanos.